# Curt Cacioppo

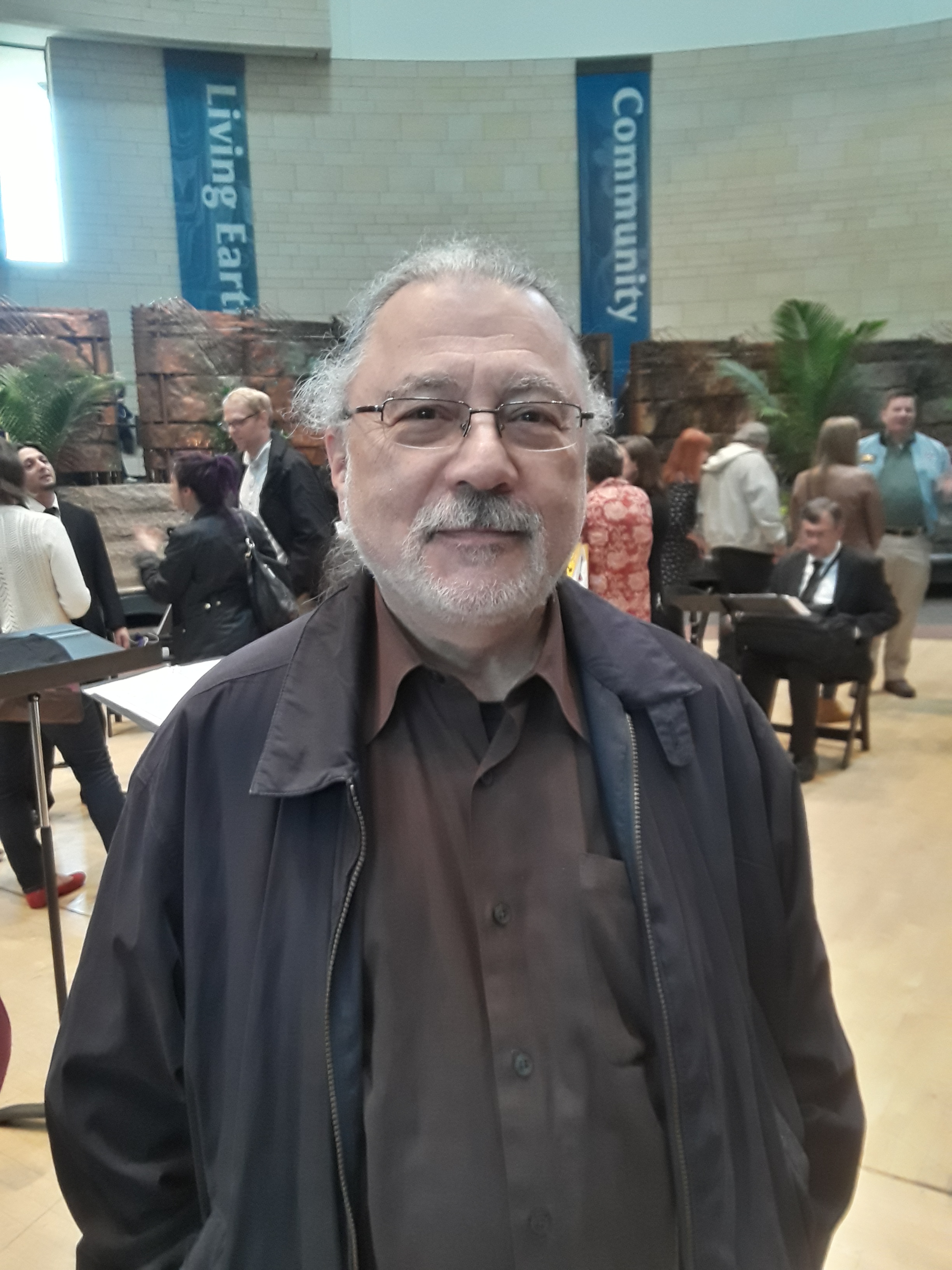
Curt Cacioppo

Curt Cacioppo (* 1951 in Ravenna/Ohio) ist ein US-amerikanischer Komponist und Pianist.

## Leben
Cacioppo hatte als Kind ersten Klavierunterricht bei seiner Mutter. Er studierte an der Musikschule der Kent State University Klavier und Komposition und besuchte Meisterklassen bei Arthur Loesser, John Browning, Ruth Laredo und Robert DeGaetano. An der New York University erlangte er 1976 unter Gustave Reese den Grad eines Master of Arts mit einer Arbeit über den Komponisten Johannes Ciconia. Für sein Klavierstück erhielt er in dieser Zeit einen Preis der American Society of University Composers.
Bis 1980 studierte er bei Leon Kirchner, Earl Kim und Ivan Tcherepnin an der Harvard University, wo er den Master- und Doktorgrad erlangte und bis 1983 unterrichtete. Danach wurde er Professor für Musik am Haverford College in Philadelphia.
Von 1986 bis 1987 hielt sich Cacioppo in Italien auf, 1988 war er Composer in residence beim Grand Teton Festival. Im Folgejahr gründete er mit der Sopranistin Janice Fiore das Duo Fiore-Cacioppo. 1992 war er Gastprofessor an der Villanova University.
Seit Anfang der 1990er Jahre war Cacioppo Gast bei vielen internationalen Festivals, so bei der Settimana Organistica Internazionale in Italien (1994), im Gasteig-Kulturzentrum in München (1995) und bei der Conductors Guild National Conference in Los Angeles (1998). Seine Werke wurden von Orchestern wie dem Chicago Symphony Orchestra, dem Milwaukee Symphony Orchestra (1992), dem Emerson String Quartet, dem Orchestra 2001, dem Network for New Music of Philadelphia, den Concerto Soloists of Philadelphia, dem National Symphony Orchestra, dem Kansas City Symphony Orchestra, dem Tacoma Symphony und anderen aufgeführt.
Von 1990 bis 1991 erhielt er in Stipendium der Howard Foundation, 1993 den Luise Vosgerchian Teaching Prize und 1997 den Academy Award der American Academy of Arts and Letters. 1996 wurde seine Kantate Wolf auf CD aufgenommen, zwei Jahre später spielte er mit dem Emerson String Quartet eigene Werke ein. Als Pianist spielte er Uraufführungen von Robert Ward, George Rochberg, Ulysses Kay, William Bolcom, Ingrid Arauco, Alejandro Cardona und anderen. Außerdem verfasste er musikanalytische Schriften über Beethoven, Schumann und Strawinski für musikalische Fachzeitschriften.

## Werke
- Klavierstück
- Tuscan Folio für Orchester, 1990
- Piano Concerto
- Ciclo metamorfico für Klavier
- Sonata trasfigurata für Klavier
- Canto notturno
- Poems from Paternina
- Invocation and Dance of the Mountain Gods für Orchester, 1993
- di cibo celeste für Orgel, UA 1994 bei der Settimana Organistica Internazionale
- Wolf, Kantate
- Nayénezgani (Monsterslayer)
- Pawnee Preludes für Klavier
- Indian Country
- Quattro canti indigeni nordamericani
- Three American Fantasies, Klavierzyklus, UA 2000
- Franciscan Prayer, 2000
- An die unsterbliche Geliebte, 2000
- Quattro canti, 2000
- Oboe Concerto UA 2000 beim Viva-Vivaldi-Festival in Venedig
- The Ancestors, Trio für Violine, Cello und Klavier, 2001
- a distant voice calling, Streichquartett, 2002
- Visione delle Crociate für Orgel, UA 2002 durch Hans Fagius bei der Settimana Organistica Internazionale
- Impressioni venexiane, Streichquartett, 2003
- Trilogia dantesca für Klavier, Orchester und Chor
- Faust Narrative No. 1 für Klavier und Violine